# Augustin Pascal Blanc
Augustin Pascal Blanc (* 28. August 1836 in Toulon, Département Var; † 4. Oktober 1910 in Lorient, Département Morbihan) war ein französischer Seeoffizier und Konteradmiral (Contre-amiral), der unter anderem zwischen 1896 und 1898 Chef des Stabes des Marinestützpunktes Lorient war.

## Leben

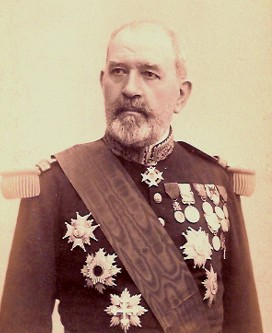
Konteradmiral Henri Rieunier, dessen Adjutant Fregattenkapitän Blanc von 1885 bis 1886 war.

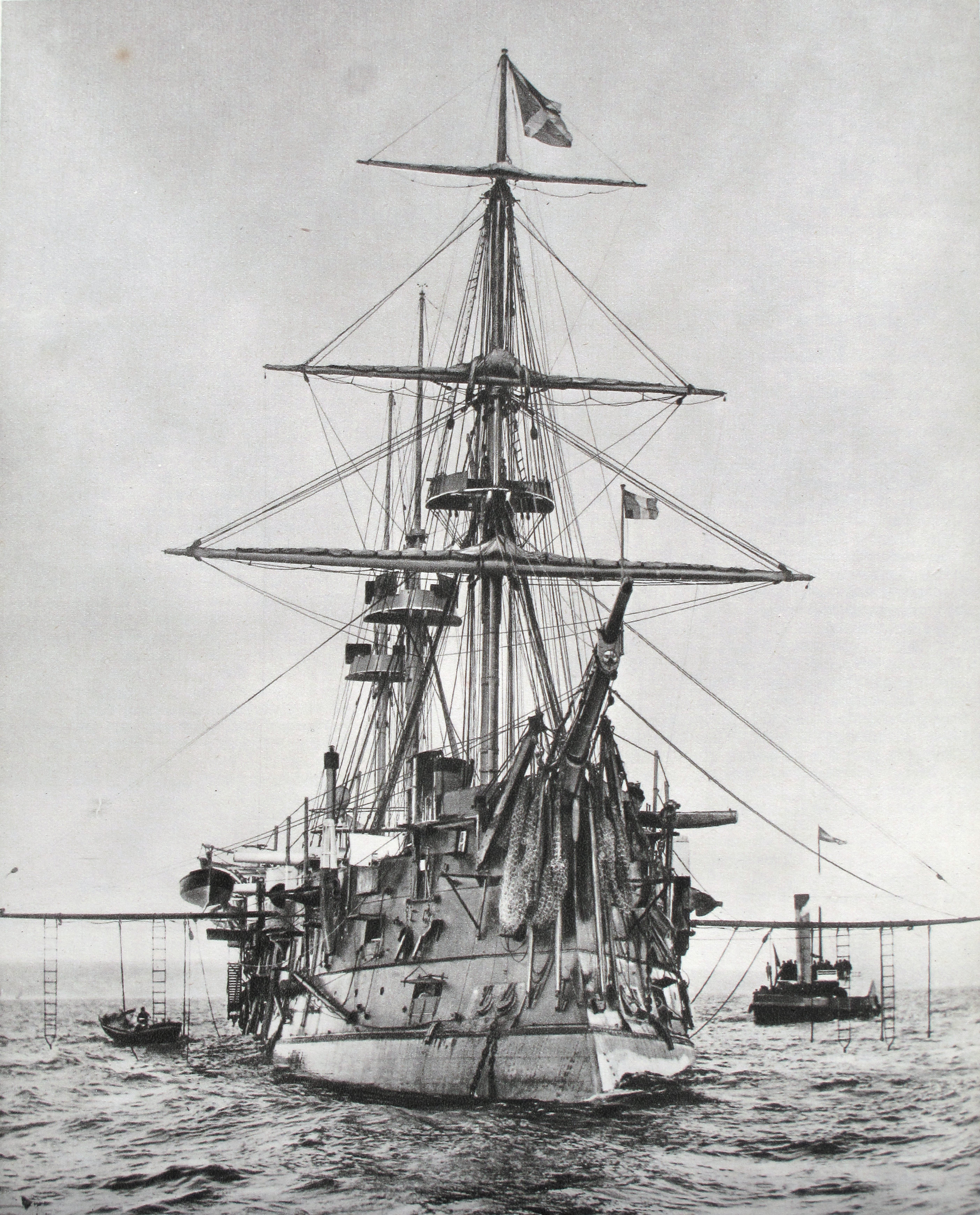
1893 wurde Kapitän zur See Blanc Kommandant des Panzerschiffs Océan.

Augustin Pascal Blanc begann nach dem Schulbesuch als Angehöriger der Promotion 1851 als Élève-officier seine Ausbildung zum Seeoffizier an der Marineschule (École navale), die er am 1. August 1853 auf dem Schulschiff Borda abschloss. Er nahm an Bord des Schiffes Constitution am Krimkrieg teil und wurde am 7. März 1857 zum Leutnant zur See (Enseigne de vaisseau de deuxième classe) sowie am 16. August 1862 zum Kapitänleutnant (Lieutenant de Vaisseau) befördert. Danach wurde er 1863 nach Indochina versetzt, wo er zunächst Offizier an Bord der Propellerkorvette Cosmao sowie danach Kommandant des Kanonenboots Bien Hoa war. 1864 wurde er Kommandant des Kanonenboots Nr. 29 und absolvierte 1866 die Marineausbildungseinrichtung Navarin. Für seine Verdienste wurde er am 29. Dezember 1866 mit dem Ritterkreuz der Ehrenlegion ausgezeichnet. In den folgenden Jahren diente er zwischen 1867 und 1870 auf der Mégère im Pazifischen Ozean unter dem Kommando von Fregattenkapitän Théophile Aube, dem späteren Marineminister.
Nachdem er zwischen 1870 und 1874 Dienst auf den Schiffen Magellan und Calvados versehen hatte, wurde er 1874 Offizier auf dem Schiff Alexandre, dessen Kommandant Kapitän zur See Abel Bergasse Du Petit Thouars war. Am 29. Januar 1879 zum Fregattenkapitän (Capitaine de Frégate) befördert und war zwischen 1880 und 1881 Erster Offizier des zur Marinedivision Levante gehörenden Panzerkorvette Jeanne d’Arc, deren Kommandant der spätere Marineminister und damalige Kapitän zur See Henri Rieunier war. Für seine Verdienste in dieser Zeit wurde ihm am 29. Dezember das Offizierskreuz der Ehrenlegion verliehen.
Blanc war zwischen 1882 und 1883 Kommandant des Truppentransporters Orne und wurde am 1. Januar 1885 an Bord des Panzerschiffs Turenne Adjutant und Chef des Stabes von Konteradmiral Adrien Rieunier, der zu der Zeit stellvertretender Kommandeur der Marinedivision Fernost (Division navale d’Extrême-Orient) war. Am 1. Januar 1886 wurde er zum Militärhafen Toulon versetzt und am 27. Februar 1886 zum Kapitän zur See (Capitaine de Vaisseau) befördert. Er war zwischen 1887 und 1888 Kommandant des dort stationierten Kreuzers Trident. Im Anschluss war er von 1891 bis 1892 Kommandant des Panzerschiffs Duguesclin und wurde 1893 Kommandant des Panzerschiffs Océan, die beide im Militärhafen Toulon stationiert waren. Er fungierte zwischen 1889 und 1890 als Präsident der Académie du Var, eine Gelehrtengesellschaft, die 1800 in Toulon gegründet wurde, und die sich mit der Forschung und Verbreitung von Wissen in den Bereichen Wissenschaft, Literatur und Kunst einsetzt. Am 10. Juni 1896 erhielt er seine Beförderung zum Konteradmiral (Contre-amiral) und fungierte daraufhin zwischen 1896 und 1898 als Chef des Stabes des Marinestützpunktes Lorient. Am 30. Dezember 1898 erhielt er die Würde als Kommandeur der Ehrenlegion. Am 1. Januar 1903 schied er aus dem aktiven Militärdienst und wurde in die Reserve versetzt.
Augustin Pascal Blanc war der Vater von Léon Marie Joseph Blanc, Marie Joseph Pierre Blanc und Paul Marie Joseph Blanc, die ebenfalls Absolventen der École navale waren. Léon Marie Joseph Blanc (1867–1941) begann 1882 seine Ausbildung zum Seeoffizier und wurde 1916 zum Kapitän zur See befördert. Paul Marie Joseph Blanc (1873–1959) trat 1889 in die École navale ein und wurde 1919 ebenfalls zum Kapitän zur See befördert. Marie Joseph Pierre Blanc (1875–1968) gehörte zum Jahrgang 1893 und wurde 1905 zum Kapitänleutnant befördert.